# Symphonicities
«Symphonicities» — десятий студійний альбом британського музиканта Стінга. Випущений у 2010 році.

## Список композицій
1. «Next to You» — 2:30
2. «Englishman in New York» — 4:23
3. «Every Little Thing She Does Is Magic» — 4:56
4. «I Hung My Head» — 5:31
5. «You Will Be My Ain True Love» — 3:44
6. «Roxanne» — 3:37
7. «When We Dance» — 5:26
8. «The End of the Game» — 6:07
9. «I Burn for You» — 4:03
10. «We Work the Black Seam» — 7:17
11. «She's Too Good for Me» — 3:03
12. «The Pirate's Bride» — 5:02

### Бонус-треки
- «Straight to My Heart» (бонус-трек для Best Buy, Napster, iTunes та Японії)
- «Why Should I Cry for You?» (бонус-трек для iTunes і Японії)
- «Whenever I Say Your Name» (бонус-трек для Amazon і Японії)
- «Every little thing she does is magic»